# Toray Sillook Open 1978
Toray Sillook Open 1978 - жіночий тенісний турнір, що проходив на закритих кортах з килимовим покриттям Yoyogi National Gymnasium у Токіо (Японія). Належав до турнірів категорії AAA в рамках Colgate Series 1978. Відбувся вшосте і тривав з 14 вересня до 17 вересня 1978 року. Перша сіяна Вірджинія Вейд виграла титул й отримала за це 20 тис. доларів США.

## Фінальна частина

### Одиночний розряд
Вірджинія Вейд —  Бетті Стов 6–4, 7–6(7–2)
- Для Вейд це був 2-й титул за сезон і 54-й — за кар'єру.

## Розподіл призових грошей
| Дисципліна       | П       | F       | 3-тє   | 4-те   | 1/8    | 1/16   |
| Одиночний розряд | $20,000 | $10,000 | $6,250 | $5,500 | $2,500 | $1,500 |

## Нотатки
1. ↑  Турніри з призовими для жінок принаймні 100 тис. доларів.[1]